# Manuel Beingolea Balarezo
Manuel Beingolea Balarezo (Chorrillos, 7 de enero de 1881 - Barranco, 8 de junio de 1953) fue un escritor y periodista peruano. Trabajó también como funcionario público. Su obra literaria, que se desenvolvió dentro de la corriente modernista, se limitó a la narrativa (cuentos y una novela). Junto con otros representantes de su generación como Clemente Palma y Ventura García Calderón (fines del siglo XIX y comienzos del siglo XX), aportó a la literatura peruana la configuración del cuento bajo normas modernas, género en el que destacarían después Abraham Valdelomar y Enrique López Albújar. Su obra cuentística, desperdigada en periódicos y revistas, fue parcialmente recopilada en 1933 en la colección titulada Cuentos pretéritos, de la que forma parte su más conocido cuento, Mi corbata.

## Biografía
Sus padres fueron el general Manuel Beingolea y Oyague y Dolores Balarezo. Cursó sus estudios escolares en el Colegio Porvenir de la Juventud y luego en el colegio dirigido por Pedro A. Labarthe. En 1894 ingresó a la Escuela Naval instalada a bordo del pontón Perú (antiguo vapor), pero ganado por las letras, en 1896 pasó al Colegio Nacional Nuestra Señora de Guadalupe, que entonces dirigía Sebastián Lorente Benel, hijo del célebre maestro homónimo.
Su inicio en el mundo literario se sitúa en 1897, cuando empezó a colaborar en La Neblina. Pero tuvo que dejar los estudios a raíz del fallecimiento de su padre, viéndose obligado a ganarse la subsistencia. Consiguió trabajo como amanuense en la Mayoría del Regimiento de Artillería del cuartel de Santa Catalina. Se desempeñó también como profesor de Gramática Castellana, Geografía, Historia del Perú y Francés en el Liceo Internacional fundado por Germán Leguía y Martínez (1901).
Tuvo también su etapa de aventurero, viajando por Chile y la Argentina. Estuvo un tiempo en Villa Mercedes (provincia argentina de San Luis), donde residía José Arnaldo Márquez, otro literato peruano errante y excéntrico. Pasó luego a Buenos Aires, donde laboró como empleado público y periodista. 
De vuelta al Perú, colaboró activamente en diversas revistas como Balnearios, Variedades, Mundial, Mundo Limeño, Lulú, Actualidades, Turismo, Excelsior, Panoramas, así como en periódicos como  El Tiempo y El Comercio. En el El Tiempo tuvo dos columnas sobre temas de actualidad local, tituladas "Psicología callejera" y "Mercaderes y espaderos", teñidas de costumbrismo y humorismo.
Trabajó también como empleado público: fue secretario de la prefectura de Tacna, que se hallaba entonces establecida en Locumba, por estar Tacna bajo administración chilena (1908); profesor en el Colegio Nacional de Tarapoto (1910); secretario del Concejo Distrital de San José de Surco (1910-1930); y Jefe de la Biblioteca de la Cámara de Senadores (1930-1946).
En 1947 se le rindió homenaje en la Asociación de Escritores y Artistas de Lima con motivo de su cincuentenario como hombre de letras.

## Obras
- Los concejos barranquinos (1921).
- Bajo las lilas (1923), novela corta que está ambientada en Barranco.
- Cuentos pretéritos (1933), colección de relatos que se desenvuelven en diversos ambientes.

Dejó inéditas, y posiblemente inconclusas, cuatro novelas: 
- La hija del ex ministro, escrita en su juventud.
- Julián Magaña
- Honorio Bálsamo, donde, al igual que la anterior, vertió experiencias y observaciones de su viaje a Buenos Aires
- Pan de Guatemala.

La mayor parte de su obra se halla dispersa en periódicos y revistas.
Al igual que otros escritores, él fue muy reconocido a nivel regional.

## Cuentista
Beingolea destacó sobre todo en el género cuentístico, apegado entonces a la prosa modernista, pero adaptándola a los temas nacionales. Es considerado el iniciador del cuento moderno peruano, junto con Clemente Palma y Ventura García Calderón. Sobre su colección titulada los Cuentos pretéritos ha escrito Jorge Basadre lo siguiente:

En este libro, que no ha sido valorizado debidamente, hay narraciones sobre la selva. Los yacurunas, Los tigres, tántalo de selva, El varadero, El niño huitoto; otras cuyo filón es la historia republicana (En capilla, sobre la época de Andrés de Santa Cruz, “El Punyán”, acerca de la batalla de Ingavi, El montonero, relacionado con la guerra civil de 1895); una evocación limeña (Mercaderes y Espaderos); algunas de ambiente marino (Hacia Mollendo, Descubrimiento del guano); otros relatos de carácter cosmopolita con escenario en Praga, París, Japón y hasta tres cuyo personaje es Jesús. Pero Beingolea pareció preferir los cuentos psicológicos y de ambiente social, irónicos y melancólicos. Un apuro presenta magistralmente la pasión por el juego. El telegrafista es como un canto a las vidas monótonas y oscuras…

Por su parte, Luis Alberto Sánchez explica la importancia de la obra de Beingolea:

Beingolea es uno de los cuentistas más originales del Perú, y pudo ser un gran novelista, a juzgar por el tono de "Bajo las lilas". No cultiva como Clemente Palma el tema exótico, sino que busca lo inconfundible en lo cotidiano, hazaña quizás mayor. Una de sus mejores cuentos es el titulado "Levitación". Se trata de un bizcochero criollo, de esos que pregonaban "Pan de Guatemala", con una tabla de bizcochos sobre la cabeza y una especie de caballete plegadizo bajo el brazo. Aquel bizcochero era beato, devoto de una imagen sagrada ante quien acudía a rezar todas las mañanas, antes de comenzar sus labores. En la medida que repetía sus visitas a la iglesia, el rudo bizcochero sentía que le sobrevenía algo así como un éxtasis y se elevaba del suelo. Una vez la sensación fue más violenta que otras, y principió a elevarse, a elevarse hasta que su cabeza chocó contra la bóveda del templo, a cuyo contacto instintivamente, recordando el peso de la tabla de bizcochos sobre la testa, alzó la mano, la ahuecó en torno de los labios, interrumpiendo el deliquio, lanzó su sonoro y ritual "¡Pan de Guatemala!"… Pocos han poseído su sentido humorístico sin amarguras, simple y plenamente humorístico, por encima de las contingencias cotidianas.

José Carlos Mariátegui definió a Beingolea como un "cuentista de fino humorismo y de exquisita fantasía que cultiva, en el cuento, el decadentismo de lo raro y lo extraordinario."

## Importancia
Por desgracia, Beingolea no ha sido valorizado en el Perú debidamente como literato y como uno de los forjadores del cuento moderno peruano. Su mérito consistió "en adecuar con mayor éxito los principios de la cuentística modernista a la representación de ambientes nacionales. Simplificó para ello los ornamentos de la prosa modernista y optó por el humor y la ironía. Dijo “no haber caído ni en el criollismo a ultranza, ni en el internacionalismo descastado” —lo que, efectivamente, es cierto."